# Ida Guillory
Pour les articles homonymes, voir Guillory.
Queen Ida (Ida Lewis Guillory) est une accordéoniste de zydeco née le 15 janvier 1929 à Lake Charles en Louisiane. 
Elle fut la première femme à diriger un groupe de zydeco le Bon Temps Zydeco Band. Son style embrasse aussi bien le cadien et le R&B que les musiques des Caraïbes.
Elle remporta un Grammy Award en 1982 pour son album en public On Tour. Elle reçut également le Blues Music Award à deux reprises.